# Eddie Steeples
Eddie Steeples (Spring, Texas, 25 de noviembre de 1973) es un actor estadounidense conocido por sus papeles como el "Hombre bandas de goma" (Rubberband Man) en una campaña publicitaria de OfficeMax, y como Darnell "Hombre Cangrejo" Turner en la comedia de la NBC My Name Is Earl.

## Biografía
Estudió teatro en el Repertorio de San Luis, y se mudó a Nueva York a mediados de la década de 1990. Allí se unió a un grupo de cine experimental, Mo-Freek, y un grupo de hip hop, No Surrender. Además de las producciones con Mo-Freek Steeples ha protagonizado "Lost in the Bush", "Caravan Summer", y "People Are Dead". También participó en el cortometraje Whoa y apareció como invitado en el Show de Chris Rock.
Steeples fue conocido a nivel nacional, al ser escogido como el "Hombre bandas de goma" en una serie de comerciales galardonados para OfficeMax. También ha aparecido en la película "Torque", protagonizada por Ice Cube, Amor Faison, y Jaime Pressly.
Apareció en la película Akeelah and the Bee, protagonizada por Laurence Fishburne y Angela Bassett, lanzada en abril de 2006 y en Roman estrenada ese mismo año. Una película independiente escrita y dirigida por Steeples, titulada "Ladrones", se encuentra actualmente en posproducción.
Desempeñó el papel de Darnell Turner en la serie de comedia de la NBC My Name Is Earl, que se estrenó el 20 de septiembre de 2005 y duró cuatro temporadas. Steeples en el programa fue conocido como "Hombre Cangrejo".
Desde 2010, tuvo un papel secundario en la serie Raising Hope, participando en un par de episodios.
En 2012 apareció como uno de los ladrones en "Solo en casa 5".